# Saint-Bazile (Haute-Vienne)
Saint-Bazile é uma comuna francesa na região administrativa da Nova Aquitânia, no departamento de Alto Vienne. Estende-se por uma área de 8,58 km². Em 2010 a comuna tinha 123 habitantes (densidade: 14,3 hab./km²).